# Bírónő, kérem!
A Bírónő, kérem! (eredeti cím: All Rise) 2019 és 2023 között vetített amerikai  drámasorozat, amelyet Greg Spottiswood alkotott. A főbb szerepekben Simone Missick, Wilson Bethel, Jessica Camacho, J. Alex Brinson és Ruthie Ann Miles látható.
Amerikában 2019. szeptember 23-án a CBS, Magyarországon 2022. március 16-án a Cool TV mutatta be.
2023 augusztusában három évad után törölték a sorozatot.

## Ismertető
Az újonnan kinevezett Lola Carmichael bírónő, a nagyra becsült és lenyűgöző korábbi helyettes kerületi ügyész, aki új szerepében nem szándékozik hátradőlni a bírói székben, azonnal feszegeti a határokat és megkérdőjelezi a bíróról alkotott elvárásokat.

## Szereplők

### Főszereplők
| Szereplők       | Színész           | Magyar hang            | Leírás |
| --------------- | ----------------- | ---------------------- | --- |
| Lola Carmichael | Simone Missick    | Zakariás Éva           | Idealista volt ügyész és a Los Angeles megyei Legfelsőbb Bíróság újonnan kinevezett bírája. Lola Robin Taylor FBI-ügynök felesége, és van egy közös gyermekük. Egy Black Lives Matter tüntetésen letartóztatták, mert megvédett egy lányt, akit megfenyegettek, és akit ok nélkül akartak letartóztatni. |
| Mark Callan     | Wilson Bethel     | Szatory Dávid          | Helyettes államügyész a Los Angeles Megyei Kerületi Ügyészségen és Lola legjobb barátja. Marknak kapcsolata van Amy Quinnel. Vizsgálat alá került, mert egy jogtalan lövöldözés miatt a Los Angeles-i seriff hivatalát üldözte, majd előléptetik főügyészhelyettessé.                                    |
| Emily Lopez     | Jessica Camacho   | Gyöngy Zsuzsa          | A Los Angeles megyei kirendelt védőügyvéd irodájának ügyvédje, aki kapcsolatban áll Luke Watkins-szal. |
| Luke Watkins    | J. Alex Brinson   | Horváth-Töreki Gergely | Négy évig seriffhelyettes volt, aki Charmichael bíró mellett bírósági végrehajtóként dolgozott, miközben jogi egyetemre járt. Miután letette a vizsgát, csatlakozik a kerületi ügyészi hivatalhoz, majd a kirendelt védőügyvédi irodához. Kapcsolatban él Emily Lopezzel.                                |
| Sara Castillo   | Lindsay Mendez    | Andrádi Zsanett        | Bírósági riporter és Emily Lopez barátja. Az ügyészi hivatalba kerül, mint áldozati ügyvéd. |
| Sherri Kansky   | Ruthie Ann Miles  | Nádasi Veronika        | Tapasztalt bíróasszisztens, akit az új bírónő, Lola Carmichael mellé rendeltek, nehéz kapcsolatuk ellenére. |
| Lisa Benner     | Marg Helgenberger | Orosz Anna             | Veterán felügyelő bíró a HOJ-ban, aki Lola mentora. Később a kaliforniai fellebbviteli bíróság bírájaként kezd el dolgozni. |
| Amy Quinn       | Lindsey Gort      | Bálizs Anett           | Nagyhatalmú bűnügyi védőügyvéd, akinek bonyolult közös múltja van Markkal, és aki később Mark barátnője is lesz. Elhagyja az ügyvédi irodáját, hogy csatlakozzon Rachel ügyvédi irodájához. Ő és Mark eljegyzik egymást, és összeházasodnak.                                                             |
| Samantha Powell | Audrey Corsa      |                        | Los Angeles megyei ügyészségen dolgozik Markkal és Luke-kal. |
| Thomas Choi     | Reggie Lee        | Karácsonyi Zoltán      | Főügyészhelyettes és Mark felettese, majd előléptetik és áthelyezik Pomona városába. |

### Mellékszereplők
| Szereplők   | Színész      | Magyar hang   | Leírás |
| ----------- | ------------ | ------------- | --- |
| Vic Callan  | Tony Denison | Rosta Sándor  | Mark apja és egy kisstílű bukméker, aki megnehezíti Mark dolgát.                                                         |
| Jonas Laski | Paul McCrane | Katona Zoltán | A "Büntető" néven ismert konzervatív bíró. Nem kedveli Markot, mert egy hokimeccs során nyilvánvalóan megsebesítette őt. |

## Évados áttekintés
| Évad | Évad | Epizódok | Eredeti sugárzás     | Eredeti sugárzás   | Eredeti adó       | Magyar sugárzás   | Magyar sugárzás     | Magyar adó |
| Évad | Évad | Epizódok | Évadpremier          | Évadfinálé         | Eredeti adó       | Évadpremier       | Évadfinálé          | Magyar adó |
| ---- | ---- | -------- | -------------------- | ------------------ | ----------------- | ----------------- | ------------------- | ---------- |
|      | 1    | 21       | 2019. szeptember 23. | 2020. május 4.     |                   | 2022. március 16. | 2022. április 13.   |            |
|      | 2    | 17       | 2020. november 16.   | 2021. május 24.    | 2023. október 12. | 2023. november 7. |                     |            |
|      | 3    | 20       | 2022. június 7.      | 2023. november 18. |                   | 2024. július 25.  | 2024. augusztus 23. |            |

## Epizódok

### 1. évad (2019-2020)
| Sor. | Év. | Cím                                                           | Rendező           | Író                                  | Premier                                | Nézettség   |
| ---- | --- | ------------------------------------------------------------- | ----------------- | ------------------------------------ | -------------------------------------- | ----------- |
| 1.   | 1.  | Új bíró (Pilot)                                               | Michael M. Robin  | Greg Spottiswood                     | 2019. szeptember 23. 2022. március 16. | 6,03 millió |
| 2.   | 2.  | Elakadva (Long Day's Journey into ICE)                        | Michael M. Robin  | Gregory Nelson                       | 2019. szeptember 30. 2022. március 17. | 5,66 millió |
| 3.   | 3.  | Az igazság édes madara (Sweet Bird of Truth)                  | Anthony Hemingway | Sunil Nayar és Iturri Sosa           | 2019. október 7. 2022. március 18.     | 5,27 millió |
| 4.   | 4.  | Újratervezés (A View from the Bus)                            | Bronwen Hughes    | Aaron Carter                         | 2019. október 14. 2022. március 21.    | 5,03 millió |
| 5.   | 5.  | A szerelem bírósága (Devotees in the Courthouse of Love)      | Michael M. Robin  | Shernold Edwards                     | 2019. október 21. 2022. március 22.    | 5,44 millió |
| 6.   | 6.  | Tizenöt perc hírnév (Fool for Liv)                            | Stacey K. Black   | Conway Preston                       | 2019. október 28. 2022. március 23.    | 5,49 millió |
| 7.   | 7.  | Anya és lánya (Uncommon Women and Mothers)                    | Paul McCrane      | Sunil Nayar                          | 2019. november 4. 2022. március 24.    | 5,11 millió |
| 8.   | 8.  | Családi kötelék (Maricela and the Desert)                     | Sheelin Choksey   | Mellori Velasquez                    | 2019. november 18. 2022. március 25.   | 5,33 millió |
| 9.   | 9.  | Bomba-sztori (How to Succeed in Law Without Really Re-trying) | Cheryl Dunye      | Gregory Nelson                       | 2019. november 25. 2022. március 28.   | 5,12 millió |
| 10.  | 10. | Padlógáz (Dripsy)                                             | Patricia Cardoso  | Sunil Nayar és Aaron Carter          | 2019. december 9. 2022. március 29.    | 5,30 millió |
| 11.  | 11. | Csodák csodája (The Joy from Oz)                              | Claudia Yarmy     | Conway Preston                       | 2019. december 16. 2022. március 30.   | 5,54 millió |
| 12.  | 12. | A politika hálójábn (What the Constitution Greens to Me)      | Steve Robin       | Shernold Edwards és James Rogers III | 2020. január 6. 2022. március 31.      | 5,96 millió |
| 13.  | 13. | A falnak is füle van (What the Bailiff Saw)                   | Scott Ellis       | Gregory Nelson                       | 2020. január 20. 2022. április 1.      | 5,81 millió |
| 14.  | 14. | Megáll az idő (Bye Bye Bernie)                                | Michael M. Robin  | Mellori Velasquez                    | 2020. február 3. 2022. április 4.      | 5,50 millió |
| 15.  | 15. | A hal neve (Prelude to a Fish)                                | Steve Robin       | Aaron Carter                         | 2020. február 10. 2022. április 5.     | 5,66 millió |
| 16.  | 16. | A szabadság harcosa (My Fair Lockdown)                        | David Harp        | Conway Preston                       | 2020. február 17. 2022. április 6.     | 5,37 millió |
| 17.  | 17. | Kétségek (I Love You, You're Perfect, I Think)                | Paul McCrane      | Gregory Nelson                       | 2020. március 9. 2022. április 7.      | 4,62 millió |
| 18.  | 18. | Büntetés (The Tale of Three Arraignments)                     | Claudia Yarmy     | Denitria Harris-Lawrence             | 2020. március 16. 2022. április 8.     | 5,80 millió |
| 19.  | 19. | Feszült kapcsolatok (In the Fights)                           | Stacey K. Black   | Mellori Velasquez                    | 2020. április 6. 2022. április 11.     | 6,07 millió |
| 20.  | 20. | Nehéz műszak (Merrily We Ride Along)                          | Cheryl Dunye      | Gregory Nelson és Aaron Carter       | 2020. április 13. 2022. április 12.    | 5,95 millió |
| 21.  | 21. | Bezártság (Dancing at Los Angeles)                            | Michael M. Robin  | Greg Spottiswood és Gregory Nelson   | 2020. május 4. 2022. április 13.       | 5,09 millió |

### 2. évad (2020-2021)
| Sor. | Év. | Cím                                                        | Rendező                  | Író                                    | Premier                              | Nézettség   |
| ---- | --- | ---------------------------------------------------------- | ------------------------ | -------------------------------------- | ------------------------------------ | ----------- |
| 22.  | 1.  | A változás szele (A Change Is Gonna Come)                  | Michael M. Robin         | Denitria Harris-Lawrence               | 2020. november 16. 2023. október 12. | 4,24 millió |
| 23.  | 2.  | Emelt fővel (Keep Ya Head Up)                              | Erica Watson             | Kimberly Ann Harrison                  | 2020. november 23. 2023. október 13. | 4,10 millió |
| 24.  | 3.  | Helycserés támadás (Sliding Floors)                        | Pete Chatmon             | Damani Johnson                         | 2020. november 30. 2023. október 16. | 4,25 millió |
| 25.  | 4.  | Aki mer, néha nem nyer (Bad Beat)                          | Paul McCrane             | Gregory Nelson                         | 2020. december 7. 2023. október 17.  | 4,22 millió |
| 26.  | 5.  | Kockázatos vádalku (The Perils of the Plea)                | Stacey K. Black          | Briana Belser                          | 2020. december 14. 2023. október 18. | 4,13 millió |
| 27.  | 6.  | Hátraarc (Bounceback)                                      | Michael M. Robin         | Greg Spottiswood                       | 2021. január 4. 2023. október 19.    | 4,73 millió |
| 28.  | 7.  | Majdnem meteor (Almost the Meteor)                         | David Harp               | Aaron Carter                           | 2021. január 25. 2023. október 20.   | 4,24 millió |
| 29.  | 8.  | A csábító tekintett (Bette Davis Eyes)                     | Cheryl Dunye             | Felicia Hilario                        | 2021. február 8. 2023. október 24.   | 4,05 millió |
| 30.  | 9.  | Zuhanj velem (Safe to Fall)                                | Bethany Rooney           | Lucy Luna                              | 2021. február 22. 2023. október 25.  | 4,14 millió |
| 31.  | 10. | Georgia (Georgia)                                          | Scott Ellis              | Annie Brunner                          | 2021. március 15. 2023. október 26.  | 4,16 millió |
| 32.  | 11. | És bocsásd meg a mi vétkeinket (Forgive Us Our Trespasses) | Paul McCrane             | Kimberly Ann Harrison és Nicole Feste  | 2021. április 12. 2023. október 27.  | 3,86 millió |
| 33.  | 12. | Régi és új szokások (Chasing Waterfalls)                   | Mo McRae                 | Damani Johnson                         | 2021. április 19. 2023. október 30.  | 3,22 millió |
| 34.  | 13. | Szerelmi illúziók (Love's Illusions)                       | Claudia Yarmy            | Briana Belser                          | 2021. április 26. 2023. október 30.  | 3,53 millió |
| 35.  | 14. | Vissza a kezdetekhez (Caught Up in Circles)                | Ramaa Mosley             | Aaron Carter és Michael Slefinger      | 2021. május 3. 2023. november 2.     | 3,63 millió |
| 36.  | 15. | Halld a hangomat! (Hear My Voice)                          | Michael M. Robin         | Felicia Hilario és Annie Brunner       | 2021. május 10. 2023. november 3.    | 3,63 millió |
| 37.  | 16. | Vak hit (Leap of Faith)                                    | Denitria Harris-Lawrence | Lucy Luna és Denitria Harris-Lawrence  | 2021. május 17. 2023. november 6.    | 3,82 millió |
| 38.  | 17. | A nagy dobás (Yeet)                                        | Pete Chatmon             | Kimberly Ann Harrison és Briana Belser | 2021. május 24. 2023. november 7.    | 3,30 millió |

### 3. évad (2022-2023)
| Sor. | Év. | Cím                                                                  | Rendező                  | Író                                        | Premier                                  | Nézettség   |
| ---- | --- | -------------------------------------------------------------------- | ------------------------ | ------------------------------------------ | ---------------------------------------- | ----------- |
| 39.  | 1.  | Újrakezdés (Wanna Be Startin' Somethin)                              | Michael M. Robin         | Denitria Harris-Lawrence                   | 2022. június 7. 2024. július 25.         | 0,32 millió |
| 40.  | 2.  | A játszma (The Game)                                                 | Marie Jamora             | Gina Gold és Aurorae Khoo                  | 2022. június 14. 2024. július 26.        | 0,32 millió |
| 41.  | 3.  | Adj neki időt (Give It Time)                                         | Lionel Coleman           | Lucy Luna                                  | 2022. június 21. 2024. július 29.        | 0,28 millió |
| 42.  | 4.  | Problémás személy (Trouble Man)                                      | Rob Greenlea             | Corey Moore                                | 2022. június 28. 2024. július 30.        | 0,30 millió |
| 43.  | 5.  | Itt a vége, fuss el véle (It Ain't Over Till It's Over)              | Paul McCrane             | Katrina O'Gilvie                           | 2022. július 5. 2024. július 31.         | 0,27 millió |
| 44.  | 6.  | Melletted leszek (I'll Be There)                                     | Neema Barnette           | Annie Brunner                              | 2022. július 12. 2024. augusztus 1.      | 0,28 millió |
| 45.  | 7.  | A tűzön át (Through the Fire)                                        | Mo McRae                 | Dylan Park-Pettiford                       | 2022. július 19. 2024. augusztus 2.      | 0,33 millió |
| 46.  | 8.  | Lola Tükörországban (Lola Through the Looking Glass)                 | David Harp               | Deborah Swisher és Marty Scott             | 2022. július 26. 2024. augusztus 5.      | 0,30 millió |
| 47.  | 9.  | Az igazság fáj (Truth Hurts)                                         | Wilson Bethel            | Nicole Feste                               | 2022. augusztus 2. 2024. augusztus 6.    | 0,34 millió |
| 48.  | 10. | Tűz és eső (Fire and Rain)                                           | Denitria Harris-Lawrence | Denitria Harris-Lawrence                   | 2022. augusztus 9. 2024. augusztus 7.    | 0,35 millió |
| 49.  | 11. | Hívatlan vendég (Unwanted Guest)                                     | Mo McRae                 | Gina Gold és Aurorae Khoo                  | 2023. szeptember 16. 2024. augusztus 8.  | 0,27 millió |
| 50.  | 12. | Ha mardos a bűntudat (Guilt Is a Bully)                              | Martina Lee              | Lucy Luna                                  | 2023. szeptember 23. 2024. augusztus 9.  | 0,20 millió |
| 51.  | 13. | Problémás nőszemély (Trouble Woman)                                  | Jackie Tejada            | Corey Moore                                | 2023. szeptember 30. 2024. augusztus 12. | 0,23 millió |
| 52.  | 14. | Egy család vagyunk (We Are Family)                                   | Jes Macallan             | Katrina O'Gilvie                           | 2023. október 7. 2024. augusztus 13.     | 0,28 millió |
| 53.  | 15. | Mondj valamit! (Say Something)                                       | Neema Barnette           | Annie Brunner                              | 2023. október 14. 2024. augusztus 14.    | 0,30 millió |
| 54.  | 16. | Passiógyümölcs (Passionfruit)                                        | Dantonio Alvarez         | Dylan Park-Pettiford                       | 2023. október 21. 2024. augusztus 15.    | 0,24 millió |
| 55.  | 17. | Nem fogok hallgatni (I Will Not Go Quietly)                          | Maryam Keshavarz         | Deborah Swisher és Marty Scott             | 2023. október 28. 2024. augusztus 16.    | 0,20 millió |
| 56.  | 18. | Ronda ügy (Pretty Ugly)                                              | Lou Diamond Phillips     | Gina Gold és Aurorae Khoo                  | 2023. november 4. 2024. augusztus 21.    | 0,29 millió |
| 57.  | 19. | Történjen bármi (Come Hell or High Water)                            | Nijla Mu'min             | Lucy Luna és Corey Moore                   | 2023. november 11. 2024. augusztus 22.   | 0,25 millió |
| 58.  | 20. | Az élet a legjobb rendező (Sometimes Truth Is Stranger Than Fiction) | Denitria Harris-Lawrence | Heyward Thomas és Denitria Harris-Lawrence | 2023. november 18. 2024. augusztus 23.   | 0,27 millió |

## A sorozat készítése
2019. január 31-én jelentették be, hogy a CBS próbaepizód megrendelést adott az akkor még Courthouse címet viselő produkciónak. A próbaepizódot Greg Spottiswood írta, aki egyben vezető producerként is tevékenykedett. A próbaepizódban részt vevő produkciós cégek között volt a Warner Bros. Television.
2019. május 9-én jelentették be, hogy a CBS sorozatmegrendelést adott a produkciónak, amely ekkor a Bírónő, kérem! címet viselte. Egy nappal később bejelentették, hogy a sorozat premierje a 2019-es őszi amerikai tévészezonban lesz.